# Dennis Altman
Dennis Altman (* 16. August 1943) ist ein australischer Politikwissenschaftler und Autor.

## Leben
Nach seiner Schulzeit studierte Altman in den 1960er Jahren an der Cornell University in Ithaca, New York Geschichte und Politikwissenschaften. Nach dem Ende seines Studiums kehrte Altman 1969 nach Australien zurück und unterrichtete Politikwissenschaften an der University of Sydney. 1971 veröffentlichte er sein erstes Buch mit dem Titel Homosexual: oppression and liberation. 1985 wechselte Altman an die La Trobe University in Melbourne, wo er eine Anstellung als Professor erhielt. Altman publizierte weitere Werke, unter anderem 2001 das Buch Global sex.
Neben seiner beruflichen und schriftstellerischen Tätigkeit engagiert sich Altman ehrenamtlich in verschiedenen Organisationen, wie beispielsweise der Organisation Australian National Council on AIDS und AIDS Society of Asia and the Pacific, dessen Vorsitzender er ist (Stand: 2005).

## Werke (Auswahl)
- 1971: Homosexual: oppression and liberation, Outerbridge & Dienstfrey, 242 Seiten, ISBN 0-87690-039-2, ISBN 0-207-12459-0, ISBN 1-85242-342-0
- 1979: Coming out in the seventies. Sydney: Wild and Woolley, 305 Seiten, ISBN 978-0-226-01606-1, ISBN 978-0-226-01605-4
- 2001: Global sex, Chicago: The University of Chicago Press, 192 Seiten, ISBN 978-0-226-01606-1, ISBN 978-0-226-01605-4